# Baï Ganio
Baï Ganio (en bulgare : Бай Ганьо) ou Ganïo Balkanski (Ганьо Балкански, Ganio Balkanski) est le sur nom de Ganïo Samov (Ганьо Сомов, Ganio Samov), personnage de fiction créé par l'écrivain bulgare Aleko Konstantinov. Il est considéré comme la caricature du Bulgare de la fin du XIXe siècle, comparé à ses contemporains d'Europe occidentale. Bourgeois nouvellement enrichi mais pourtant encore inculte, c'est un personnage avec une grande variété de qualités : courage, aplomb mais également ignorance, propension au trucage et égoïsme.
Par la suite, le personnage de Baï Ganio a été rendu mythique à travers de nombreuses histoires humoristiques. Il devient alors le synonyme du Bulgare ordinaire sorti du fin fond de la province. Les histoires commencent souvent par : « Une fois, l'allemand, le français, le russe et Baï Ganio... » (voire « Une fois, l'Allemand, le Français, le Russe et Baï Ganio... », avec des majuscules, comme il se doit) ou « Une fois, l'Anglais, le truc, l'Américain et Baï Ganio... », et les dires de Baï Ganio ne sont pas du même niveau que celui des autres soient révèlent qu'il n'a pas compris de quoi il s'agissait. Dans la deuxième partie du XXe siècle est apparu l'homologue éduqué de Baï Ganio : l'ingénieur Ganev ou l'ingénieur Ganio Balkanski.
Baï Ganio est devenu une inspiration pour un certain nombre de films décrivant ses aventures en Bulgarie et dans le reste de l'Europe.
Aujourd'hui, Baï Ganio est un synonyme des aspects négatifs du comportement balkanique.

## Le feuilleton de Baï Ganio
L'œuvre est composée de deux parties. Les feuilletons composant les parties se présentent sous la forme de récits faits par des narrateurs appartenant à un groupe et qui débattent entre eux des aventures de Baï Ganio.

### Baï Ganio est parti à travers l'Europe
Cette première partie est une description des impressions d'Aleko Konstantinov au sujet de certains traits de caractère du peuple bulgare et, plus particulièrement, de la nouvelle petite bourgeoisie qui s'est formée après le retour à l'indépendance de la Bulgarie. Elle se compose des feuilletons suivants :
- Début
- I. Baï Ganio voyage
- II. Baï Ganio à l'opéra
- III. Baï Ganio aux bains
- IV. Baï Ganio à Dresde
- V. Baï Ganio à l'exposition à Prague
- VI. Baï Ganio chez Jireček
- VII. Baï Ganio en visite
- VIII. Baï Ganio en Suisse
- IX. Baï Ganio en Russie

Le sujet tourne autour des voyages du petit commerçant d'huile de rose, Ganïo Balkanski (Ganïo des Balkans), dans plusieurs pays européens. Aleko Konstantinov a eu l'idée de créer ce personnage après sa rencontre avec Ganio Somov, un commerçant de Karlovo (Bulgarie), lors de sa visite de l'Exposition universelle de 1893 (World's Columbian Exposition) à Chicago. La comparaison avec les européens d'Europe centrale et d'Europe occidentale est utilisée pour souligner certains traits de caractères amusants et sympathiques des Bulgares nouvellement enrichis, partis à la découverte de l'Europe, après le retour à l'indépendance de leur pays.
Les traits du personnage sont de valeur inégale : il est grossier, escroc, manipulateur mais aussi résistant, combatif et il va de l'avant. Il n'a pas de scrupules lorsqu'il s'agit d'atteindre son but principal. Dans le dernier feuilleton - Baï Ganio en Russie - l'auteur justifie même son comportement :
« Ne méprise pas ce cher malheureux simplet et rusé, il est l'enfant-chéri d'un environnement rude, il est la victime d'éducateurs rudes ; le mal ne se cache pas en lui mais dans l'influence de son environnement. Baï Ganio actif, réfléchi, vif d'esprit - surtout vif d'esprit ! Mets-le sous l'influence d'un bon dirigeant et tu verras quels exploits il est capable de faire. Baï Ganio a fait preuve jusqu'à ici seulement de son énergie vitale, mais il y a cachée en lui une réserve de force d'esprit potentielle, qui attend seulement une impulsion morale, pour se transformer en force vive... »

### Feuilletons politiques
La deuxième partie se compose de quelques feuilletons indépendants les uns des autres et traite de la nouvelle grande bourgeoisie. Ces feuilletons sont :
- Baï Ganio est revenu d'Europe
- Baï Ganio fait des élections
- Baï Ganio journaliste
- Baï Ganio au palais
- Baï Ganio à la députation
- Baï Ganio et l'opposition - ah, mais-mais
- La confrérie "Renaissance"
- Lettre de Baï Ganio à Konstantin Vélitchkov
- À travers la correspondance de Baï Ganio des Balkans.

Baï Ganio ne s'occupe plus d'huile de rose mais est impliqué dans la "grande politique" : il écrit une demande au prince (Baï Ganio est revenu d'Europe), est candidat à la députation (Baï Ganio fait des élections), édite un journal (Baï Ganio journaliste). Les actions individuelles décrites dans la première partie de l'œuvre laissent place à des actions collectives et Ganïo des Balkans est le dirigeant et le moteur de faits de son temps. L'accent est mis sur les traits de caractères négatifs : les sentiments les plus bas lui servent de moteur. Les noms de ses compagnons deviennent aussi des surnoms.